# Херсонська область
Херсо́нська о́бласть (Херсонщина) — область у Південній Україні, в межах Причорноморської низовини. На північному заході межує з Миколаївською, на півночі — з Дніпропетровською, на сході — із Запорізькою областями України, на півдні з Автономною Республікою Крим (окупованою з 2014 року Росією). Утворена 30 березня 1944 року.
Територія 28 461 км² (4,71 % від території України). Херсонщина за площею посідає сьоме місце серед інших областей України.
Територією області проходить державний кордон протяжністю 458 км (350 км Чорним і 108 км Азовським морями). На кордоні розташовано 4 пункти пропуску: авіа, річковий порт, морські порти Херсона і Скадовська. Відстань від Херсона до Києва залізницею — 664 км, шосейними шляхами — 605 км.
30 вересня 2022 Росія, яка на той час окупувала майже всю територію регіону, заявила про анексію області через фейковий «референдум» та створення квазідержави-одноденки за аналогією з Кримом. У ході контрнаступальної операції, що тривала з 29 серпня до 11 листопада 2022 року, Збройні сили України звільнили правобережну Херсонщину включно з Херсоном з-під російської окупації. Росія контролює лівобережну частину та претендує на всю територію області.
Херсонська область потребує найбільше коштів на відновлення серед південних регіонів України — 35,2 мільярда доларів США. Така оцінка наведена у четвертому звіті Світового банку, що охоплює період від початку повномасштабного вторгнення до кінця 2024 року.

## Суміжні регіони
Межує на сході — з Запорізькою, на північному заході — з Миколаївською, на півночі — з Дніпропетровською областями, на півдні по Сивашу і Перекопському перешийку — з Автономною Республікою Крим.

## Клімат
Клімат помірно континентальний з м’якою малосніжною зимою та спекотним посушливим літом. Тривалість безморозного періоду в середньому 179 днів на рік. За сильного вітру часом навіть узимку виникають пилові бурі.
Територія знаходиться в межах помірного поясу освітленості приблизно на 46° пн. ш. Цим визначається величина кута падіння сонячних променів на земну поверхню: приблизно від 22° в період зимового сонцестояння до 44° в дні рівнодення, та до 67° в час літнього сонцестояння.
У межах області сумарна сонячна радіація складає 4700 – 4900 МДж/м² і змінюється за сезонами та з півночі на південь. Річна сума радіаційного балансу складає  2000 МДж/м² на півночі; 2200 – в центрі, 2250 – на півдні області.[джерело?]
Починаючи з березня, температура повітря на фоні частих знижень починає зростати, спочатку поступово, потім більш інтенсивно, особливо в квітні. Найтепліший місяць – липень. Восени спостерігається поступовий спад температури повітря. Середньорічні температури: літня +22,4°C, зимова −2,1 °C. Максимальна літня температура +40 °C, мінімальна зимова −31,5 °C. Найнижча температура в області спостерігається в січні. Середньомісячна температура січня становить на півночі – 4,5 °С, в центрі – 3,5-4 °С, на півдні - 3 °С (таблиця 1).
| Місяці | Херсон | Асканія Нова | Генічеськ |
| ------ | ------ | ------------ | --------- |
| 1      | 1,9    | −3,1         | 3,1       |
| 2      | 4,1    | -2           | 3,9       |
| 3      | 9,2    | 2,2          | 7,4       |
| 4      | 16     | 9,6          | 12,8      |
| 5      | 22,2   | 15,6         | 18,9      |
| 6      | 27,5   | 20           | 24,9      |
| 7      | 30,8   | 22,3         | 28        |
| 8      | 31,1   | 21,6         | 27,9      |
| 9      | 24,7   | 16,5         | 22        |
| 10     | 16,6   | 9,7          | 15,6      |
| 11     | 9,3    | 4,4          | 9,5       |
| 12     | 5      | 0,3          | 5,7       |
| Річна  | 16,5   | 9,8          | 14,9      |

Загальна кількість опадів на території області невелика, складає 355 - 440 мм на рік. Розподіл опадів по території нерівномірний. Найбільше їх випадає на півночі правобережжя Херсонщини (400-430 мм), найменше - в приморській смузі (менш як 300-325 мм) на рік. Середньорічна кількість опадів від 300 до 420 мм.
Коефіцієнт зволоження 0,3, тобто випаровуваність вища від кількості опадів. Більша частина опадів випадає в теплий період року, особливо влітку у вигляді злив. Сніговий покрив в межах області нестійкий і на створення запасу вологи в ґрунті не впливає. Для Херсонщини характерні щорічні тривалі бездощові періоди, результатом яких є посухи.
Протягом року змінюється напрям та швидкість вітру. Пізньої осені, взимку і на початку весни переважають північні, північно-східні і східні вітри, влітку -  вітри західного напрямку. Середня швидкість вітру на Херсонщині значна і становить від 3,5 до 5 м/сек - більша, ніж в Україні (3-4 м/сек). Влітку часто спостерігається суховій. Його показниками є висока температура  повітря - вище  25°С, низька відносна вологість, велика швидкість вітру. При значній тривалості суховій дуже висушує ґрунт.

## Географічні дані

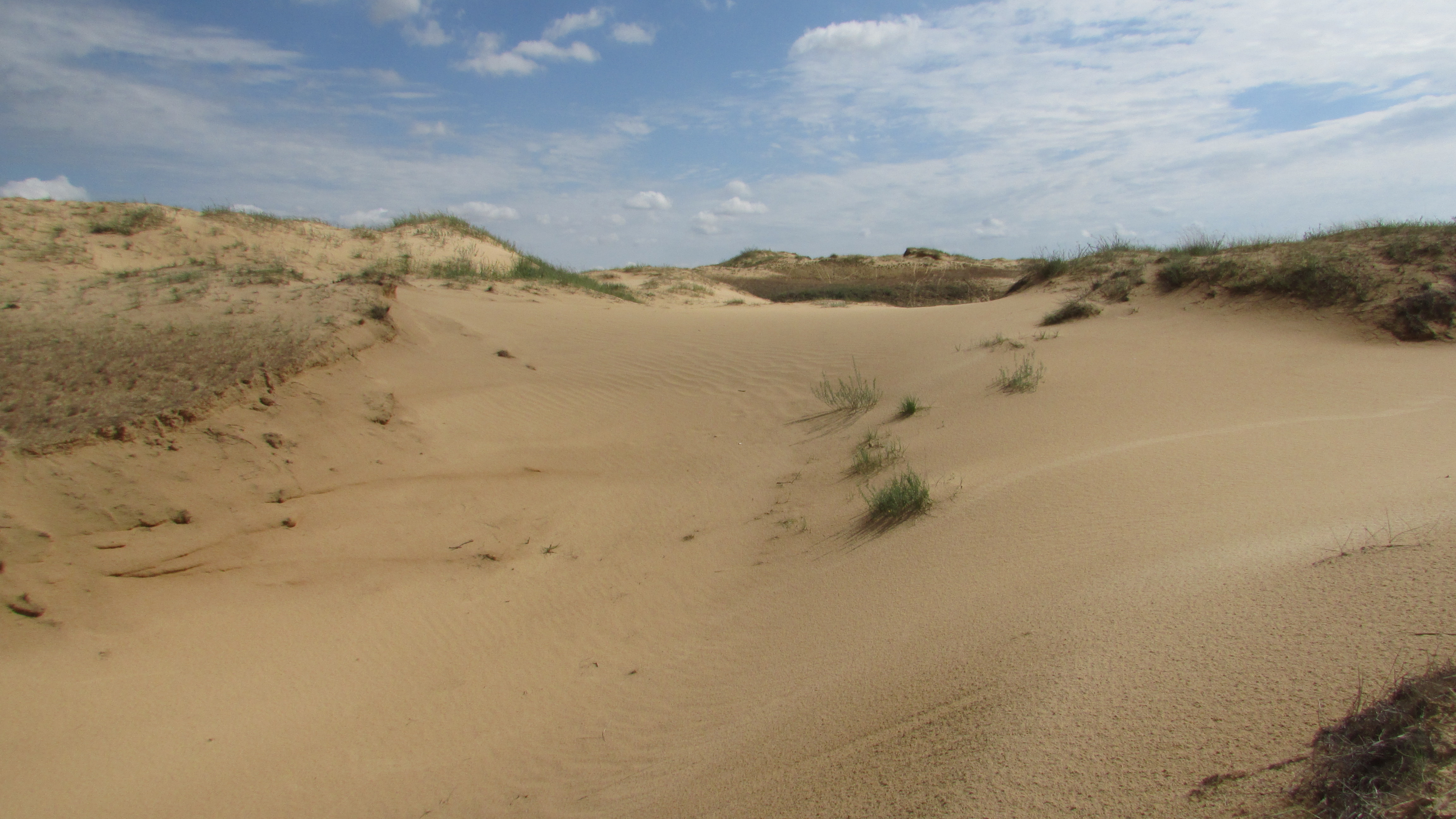
Визначне місце Херсонщини — найбільша в Європі пустеля «Олешківські піски» поблизу Раденська

Область розміщена у степовій зоні Східно-Європейської рівнини в нижній течії Дніпра. З заходу на схід територія області простягається на 258 км, з півдня на північ майже на 180 км. Крайніми пунктами Херсонської області є: на півночі село Федорівка, Високопільського району, на півдні — залізнична станція Сиваш (півострів Чонгар) Генічеського району, на заході — мис Середній на півострові Ягорлицький Кут в Голопристанському районі і на сході село Новий Азов Генічеського району. Омивається Чорним і Азовським морями, а також Сивашем (Гнилим морем). На території області протікає 19 річок. Найбільші з яких: Дніпро — довжиною 178 км, Інгулець — довжиною 180 км. Максимальна висота над рівнем моря — 101 м, біля села Ушкалка, Верхньорогачицького району, мінімальна — мінус 0,4 м, на ділянках узбережжя Сиваша.
На території Херсонщини знаходиться найбільша в Європі пустеля.
Північна частина Арабатської стрілки, що належить до Херсонщини, є частиною Кримського півострову.

## Ґрунти
Ґрунти на півночі Херсонщини — здебільшого південні чорноземи з лесовим підґрунтям, котрі займають 45 % ґрунтів області. На півдні вони переходять у темно-каштанові і каштанові ґрунти, іноді разом з солонцями. Для узбережжя Чорного та Азовського морів характерні солонці та солончаки.

## Корисні копалини
Із природних копалин на території області залягають цементні та цегляно-череп'яні глини, мергель, вапняк, сіль, торф, газ.

## Демографія
- 1 072 567 мешканців (2014), у тому числі:
  - міське — 656 222 (2014)
  - сільське — 416 345 (2014)
- 1 128 828 мешканців (2005), у тому числі:
  - міське — 682 570 (2005)
  - сільське — 446 258 (2005)
- 1 179 000 мешканців (1981), у тому числі:
  - міське — 698 000 (1981)
  - сільське — 481 000 (1981)

### Національний склад

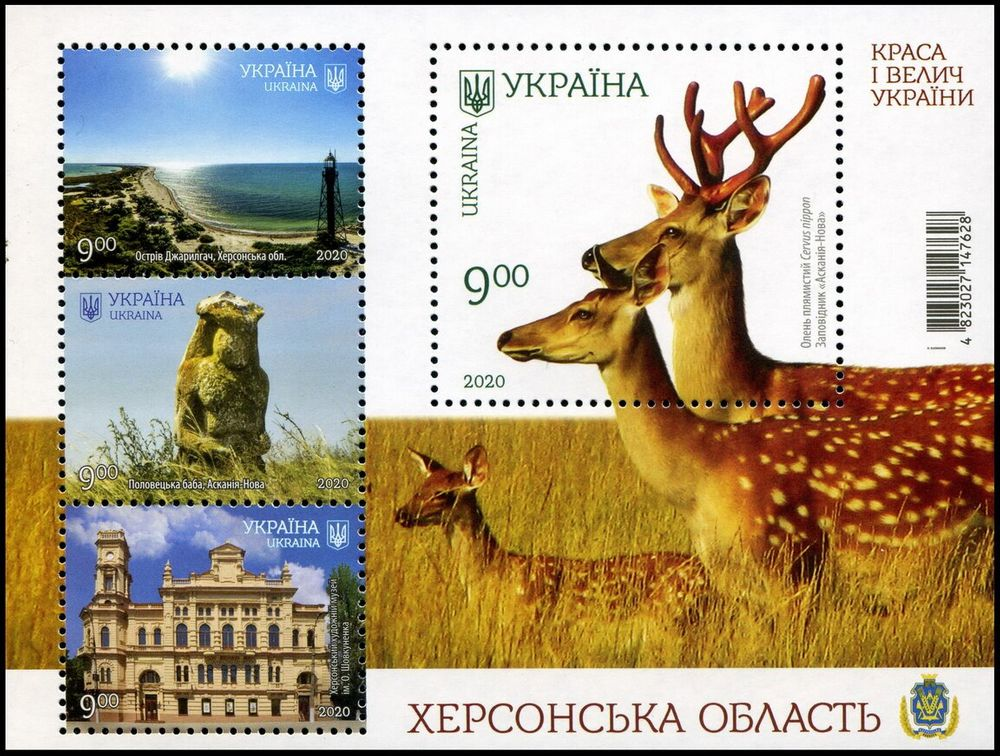
Блок Укрпошти із 4 марок «Краса і велич України. Херсонська область» (2020)

Національний склад населення Херсонської області станом на 2001 рік
| №  | Національність  | Кількість осіб | %        |
| -- | --------------- | -------------- | -------- |
| 1  | Українці        | 961 584        | 82,00 %  |
| 2  | Росіяни         | 165 211        | 14,09 %  |
| 3  | Білоруси        | 8 186          | 0,70 %   |
| 4  | Татари          | 5 353          | 0,46 %   |
| 5  | Вірмени         | 4 548          | 0,39 %   |
| 6  | Молдовани       | 4 179          | 0,36 %   |
| 7  | Турки           | 3 736          | 0,32 %   |
| 8  | Кримські татари | 2 072          | 0,18 %   |
| 9  | Цигани          | 1 752          | 0,15 %   |
| 10 | Євреї           | 1 732          | 0,15 %   |
| 11 | Інші            | 14 336         | 1,22 %   |
|    | Разом           | 1 172 689      | 100,00 % |

## Злочинність
Рівень злочинності за 2012 рік на 10 тис. населення складає 105,9 злочинів, з них 33,5 тяжких та особливо тяжких.

## Адміністративно-територіальний устрій
Область складається з 49 громад (9 міських, 17 селищних та 23 сільських) і 5 районів (Бериславський площею 4747,1 км² та населенням 99,1 тисяч осіб; Генічеський площею 7120,5 км² та населенням 122,4 тисяч осіб; Каховський площею 6395,8 км² та населенням 224,7 тисяч осіб; Скадовський площею 5255,0 км² та населенням 127 тисяч осіб; Херсонський площею 3841,9 км² та населенням 464,4 тисяч осіб).
| Назва                 | Категорія | Адмін. центр             | Район         | Область    |
| --------------------- | --------- | ------------------------ | ------------- | ---------- |
| Херсонська            | міська    | місто Херсон             | Херсонський   | Херсонська |
| Голопристанська       | міська    | місто Гола Пристань      | Скадовський   | Херсонська |
| Каховська             | міська    | місто Каховка            | Каховський    | Херсонська |
| Новокаховська         | міська    | місто Нова Каховка       | Каховський    | Херсонська |
| Таврійська            | міська    | місто Таврійськ          | Каховський    | Херсонська |
| Білозерська           | селищна   | смт Білозерка            | Херсонський   | Херсонська |
| Дар'ївська            | сільська  | село Дар'ївка            | Херсонський   | Херсонська |
| Музиківська           | сільська  | село Музиківка           | Херсонський   | Херсонська |
| Станіславська         | сільська  | село Станіслав           | Херсонський   | Херсонська |
| Чорнобаївська         | сільська  | село Чорнобаївка         | Херсонський   | Херсонська |
| Бериславська          | міська    | місто Берислав           | Бериславський | Херсонська |
| Милівська             | сільська  | село Милове              | Бериславський | Херсонська |
| Новорайська           | сільська  | с-ще Новорайськ          | Бериславський | Херсонська |
| Тягинська             | сільська  | село Тягинка             | Бериславський | Херсонська |
| Великоолександрівська | селищна   | смт Велика Олександрівка | Бериславський | Херсонська |
| Калинівська           | селищна   | смт Калинівське          | Бериславський | Херсонська |
| Борозенська           | сільська  | село Борозенське         | Бериславський | Херсонська |
| Великолепетиська      | селищна   | смт Велика Лепетиха      | Каховський    | Херсонська |
| Рубанівська           | сільська  | село Рубанівка           | Каховський    | Херсонська |
| Верхньорогачицька     | селищна   | смт Верхній Рогачик      | Каховський    | Херсонська |
| Високопільська        | селищна   | смт Високопілля          | Бериславський | Херсонська |
| Кочубеївська          | сільська  | село Кочубеївка          | Бериславський | Херсонська |
| Генічеська            | міська    | місто Генічеськ          | Генічеський   | Херсонська |
| Бехтерська            | сільська  | село Бехтери             | Скадовський   | Херсонська |
| Долматівська          | сільська  | село Долматівка          | Скадовський   | Херсонська |
| Чулаківська           | сільська  | село Чулаківка           | Скадовський   | Херсонська |
| Горностаївська        | селищна   | смт Горностаївка         | Каховський    | Херсонська |
| Костянтинівська       | сільська  | село Костянтинівка       | Каховський    | Херсонська |
| Іванівська            | селищна   | смт Іванівка             | Генічеський   | Херсонська |
| Каланчацька           | селищна   | смт Каланчак             | Скадовський   | Херсонська |
| Мирненська            | селищна   | смт Мирне                | Скадовський   | Херсонська |
| Любимівська           | селищна   | смт Любимівка            | Каховський    | Херсонська |
| Зеленопідська         | сільська  | с-ще Зелений Під         | Каховський    | Херсонська |
| Тавричанська          | сільська  | село Тавричанка          | Каховський    | Херсонська |
| Нижньосірогозька      | селищна   | смт Нижні Сірогози       | Генічеський   | Херсонська |
| Нововоронцовська      | селищна   | смт Нововоронцовка       | Бериславський | Херсонська |
| Новоолександрівська   | сільська  | село Новоолександрівка   | Бериславський | Херсонська |
| Новотроїцька          | селищна   | смт Новотроїцьке         | Генічеський   | Херсонська |
| Скадовська            | міська    | місто Скадовськ          | Скадовський   | Херсонська |
| Лазурненська          | селищна   | смт Лазурне              | Скадовський   | Херсонська |
| Новомиколаївська      | сільська  | село Новомиколаївка      | Скадовський   | Херсонська |
| Олешківська           | міська    | місто Олешки             | Херсонський   | Херсонська |
| Великокопанівська     | сільська  | село Великі Копані       | Херсонський   | Херсонська |
| Виноградівська        | сільська  | село Виноградове         | Херсонський   | Херсонська |
| Ювілейна              | сільська  | с-ще Ювілейне            | Херсонський   | Херсонська |
| Асканія-Нова          | селищна   | смт Асканія-Нова         | Каховський    | Херсонська |
| Чаплинська            | селищна   | смт Чаплинка             | Каховський    | Херсонська |
| Присиваська           | сільська  | село Григорівка          | Каховський    | Херсонська |
| Хрестівська           | сільська  | село Хрестівка           | Каховський    | Херсонська |

## Релігія
Чисельність парафій християнських церков різних конфесій станом на 1 січня 2009 року на Херсонщині:

### Українська православна церква (Московський патріархат)
- Єпархій: 2
- Парафій: 341
- Монастирів: 2
- Священослужителів: 226
- Недільних шкіл: 160
- Періодичних видань: 2

### Православна церква України
- Єпархій: 2
- Парафій: 119
- Монастирів: немає
- Священослужителів: 62
- Недільних шкіл: 63
- Періодичних видань: 2

### Українська греко-католицька церква
- Єпархій: немає
- Парафій: 25
- Монастирів: 1
- Священослужителів: 9
- Недільних шкіл: 5
- Періодичних видань: немає

## Громадські та благодійні організації
- Свято-Архангело-Михайлівська церква c. Зміївки[17]
- Асоціація «Мир. Краса. Культура.»[18]
- Асоціація молодих жінок Херсонщини «Жіноче світло»[19]
- Херсонський обласний центр «Успішна жінка»[20]
- Херсонський міський центр молодіжних ініціатив «ТОТЕМ»[21]
- Молодіжна організація «Нова генерація»[22]
- Регіональне представництво Центру політичних студій та аналітики[23]
- Громадська організація «РОЗВИТОК»[24]
- Херсонський обласний осередок Ліги соціальних працівників України[25]
- Херсонський обласний фонд милосердя та здоров'я[26]
- Херсонське обласне об'єднання Всеукраїнського товариства «Просвіта» ім. Тараса Шевченка[27]
- Благодійний Фонд «Майбутнє Херсонщини»[28]

## Пам'ятки історії та культури
В Херсонській області до переліку пам'яток культурної спадщини, що не підлягають приватизації, внесено 11 об'єктів культурної спадщини України.
- Перелік пам'яток культурної спадщини, що не підлягають приватизації (Херсонська область)
- Аджигольський маяк

### Українські військові пам'ятники
- Меморіал «Борцям за Волю України» у Раденському лісництві
- Меморіал «Борцям за волю України» у с. Зміївка[29]

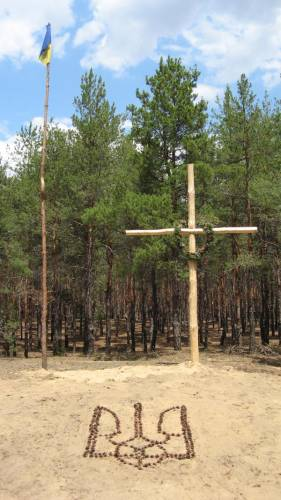
Меморіал «Борцям за Волю України» поблизу села Раденськ
Меморіал «Борцям за волю України» у с. Зміївка

## Цікавинки
|                                                     |  |  |
| Ювілейна монета НБУ, присвячена Херсонській області |  |  |

Херсонську область було утворено у 1944 році. В. К. Мамутов так пояснює її виникнення: у 1944 році Радінформбюро подало інформацію про визволення від німецько-фашистської окупації Херсона, помилково назвавши його обласним центром. Насправді ж місто було одиницею обласного підпорядкування і з 1937 року належало до Миколаївської області. Публічно визнати помилку державної інформагенції на той час було неможливим. Тому союзне керівництво ухвалило рішення про заснування нової області.
Історичні документи свідчать, що діяльність ОУН на Півдні країни існувала ще до початку війни. Тоді було створено три найбільші угруповання ОУН — Південь, Центр та Північ. Завданням південного угруповання було створення української влади на території Одеси та Криму та інших південних міст. Завданням ОУН було поширити українську владу на всю територію радянської України. Голодомор у 30-х роках показав, як радянська влада ставиться до України. Повторення того самого сценарію український народ не хотів. І тому українці так завзято вступали до лав УПА.

## Відомі особи
- Олег Авраменко — український письменник-фантаст.
- Олекса Алмазов — український військовий і громадський діяч, генерал-хорунжий Армії Української Народної Республіки.
- Данило Гиляка — український громадський діяч та підпільник, діяч українського підпілля на Донбасі, районовий провідник Краматорського районного проводу ОУНР.
- Георгій Делієв — український актор, режисер, народний артист України.
- Володимир Кедровський — український державний та політичний діяч, публіцист, полковник Армії УНР.
- Михайло Коноників — український військовик, полковник Армії УНР.
- Володимир Куліш — український письменник. Член АДУКу — Асоціації Діячів Української Культури. Син драматурга Миколи Куліша, чоловік письменниці Оксани Керч.
- Вероніка Михалевич — українська поетеса та громадська діячка.

## Провінція-партнер
- Манітоба, Канада[32]